# Uvala Golubinka - rt Lopata
Uvala Golubinka - rt Lopata este o arie protejată (sit de importanță comunitară — SCI) din Croația întinsă pe o suprafață de 40,67 ha, integral marine.

## Localizare
Centrul sitului Uvala Golubinka - rt Lopata este situat la coordonatele 44°08′06″N 14°50′46″E / 44.135°N 14.846°E.

## Înființare
Situl Uvala Golubinka - rt Lopata a fost declarat sit de importanță comunitară în iulie 2013 pentru a proteja un număr necunoscut de specii din flora spontană și fauna sălbatică aflate în arealul zonei.

## Biodiversitate
Situată în ecoregiunea marină mediteraneană, aria protejată conține 1 habitat natural: Recifuri.
La baza desemnării sitului se află un număr nedeclarat de specii protejate.